# National Cultural Centre (Guyana)

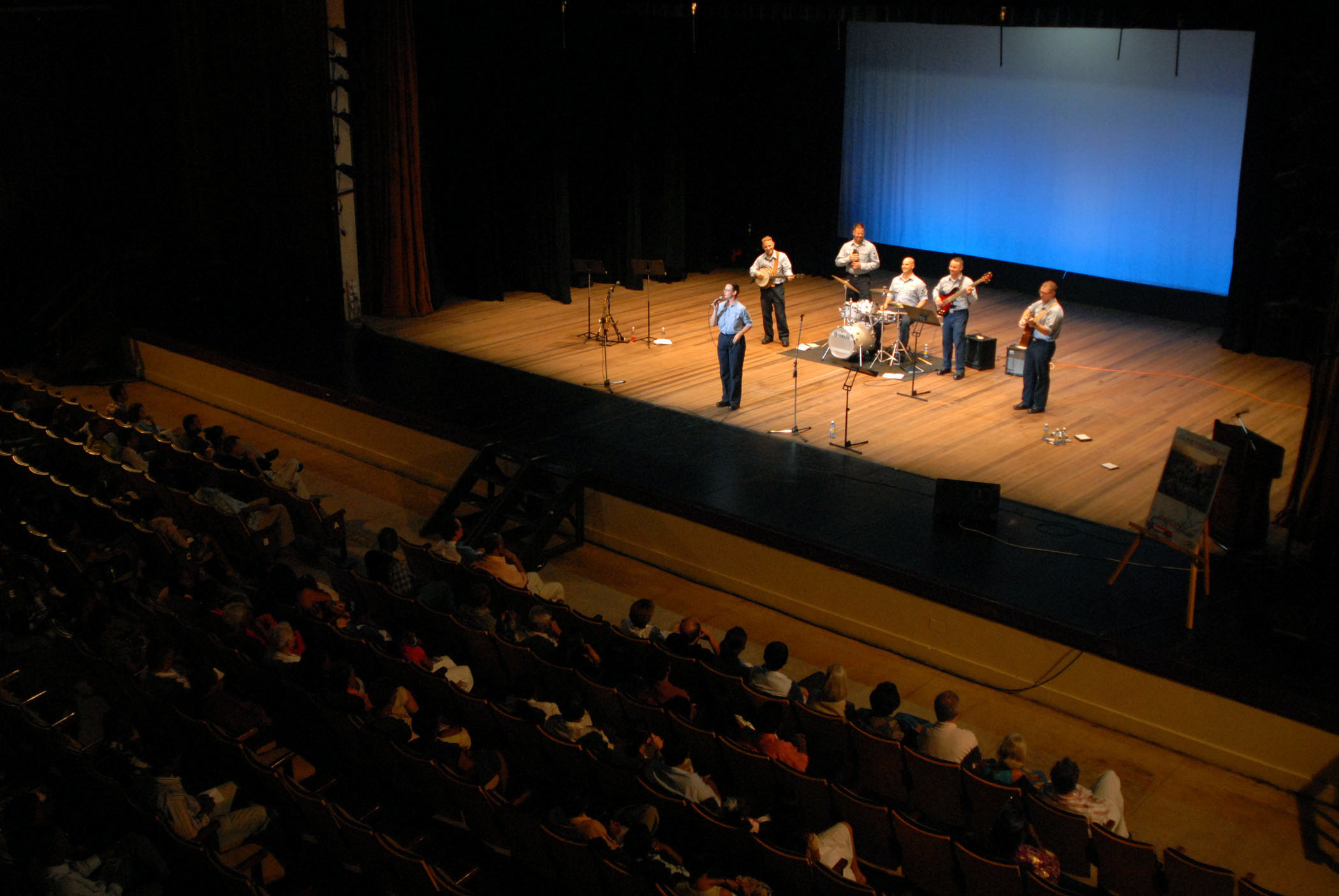
Die US Navy Band im National Cultural Centre, 2007.

Das National Cultural Centre ist as wichtigste Auditorium für kulturelle Veranstaltungen in Georgetown, Guyana. Es liegt an der Homestretch Avenue im D’Urban Park (südlich des Botanischen Gartens). Es beherbergt Theater-, Musik- und Tanzaufführungen und andere Veranstaltungen.

## Architektur
Das Gebäude ist 19 m hoch, 73 m lang und 35 m breit und bietet Platz für bis zu 2.000 Personen. Die Bühne ist 22 m breit und 6,1 m tief. In der Mitte befindet sich ein Kronleuchter aus heimischen Hölzern über der Haupttreppe und ein Wandgemälde von Denis Williams mit dem Titel Memorabilia 11.

## Geschichte
Nach der Zerstörung der Assembly Rooms wurden hauptsächlich die Auditorien des Queen’s College und der St. Rose’s High School für große kulturelle Veranstaltungen genutzt. Die Idee, ein Nationales Kulturzentrum zu gründen, geht auf das Jahr 1951 zurück, als an der Stelle, wo heute das Gebäude der Bank of Guyana steht, der Grundstein gelegt wurde. Die Entscheidung, das Zentrum zu errichten, fiel Anfang 1971, und guyanische Architekten wurden aufgefordert, bei einem in diesem Jahr abgehaltenen Wettbewerb Entwürfe für das Gebäude einzureichen. Aus den vier eingegangenen Einsendungen wurde der Entwurf von Norris Mitchell Associates ausgewählt.
Als Guyana 1972 das Caribbean Festival Creative Arts (Carifesta) ausrichtete, war es noch nicht fertiggestellt, wurde aber trotzdem genutzt, wobei drei große Segeltuchzelte das Dach vervollständigten und Kokospalmen als Wände dienten. Das Jamaica National Ballet war die erste Gruppe, die im Rahmen des Carifesta 72 auftrat.
Das Zentrum wurde am 16. Mai 1976 offiziell eröffnet.
2019 erhielt es ein zeitgemäße Soundanlage
Es beherbergt die National Drama School, und war bis 2017 Austragungsort des National Drama Festival.